# Als du Abschied nahmst
Als du Abschied nahmst (Originaltitel: Since You Went Away) ist ein US-amerikanischer Spielfilm aus dem Jahr 1944 mit Claudette Colbert unter der Regie von John Cromwell. Er steht in einer ganzen Reihe von Filmen der Zeit, die das Leben an der Heimatfront schilderten. Die Handlung basiert auf dem Briefroman Since You Went Away: Letters to a Soldier from His Wife von Margaret Buell Wilder, die mit David O. Selznick auch am Drehbuch arbeitete.

## Handlung
Der Film spielt während des Zweiten Weltkriegs an der US-amerikanischen Heimatfront. Anne ist die Ehefrau des (nie persönlich im Film auftretenden) Geschäftsmannes Tom Hilton, der sich freiwillig zur United States Army gemeldet hat und im Januar 1943 seine Familie verlässt. Nun lebt sie allein mit ihren jugendlichen Töchtern Jane und Bridget. Die Hausfrau versucht alles, um das Leben der Töchter ohne Vater so normal wie möglich erscheinen zu lassen. Aufgrund des Krieges herrschen Inflation und Essensknappheit, zudem verdient Mr. Hilton weniger Geld bei der Armee als in seinem eigentlichen Beruf. So sieht sich mrs. Hilton gezwungen, ihr langjähriges Dienstmädchen Fidelia zu entlassen und als Untermieter den etwas grantigen, im Ruhestand befindlichen Colonel Smollett aufzunehmen. Fidelia bleibt aber bei den Hiltons wohnen und unterstützt diese weiterhin freiwillig im Haushalt.
Ebenfalls kommt Anne ein Freund des Hauses, der als lebenslustiger Playboy geltende Tony Willett, zur Hilfe. Tony ist ein enger Freund von Tom, der früher auch ein Auge auf Anne geworfen hatte – und offenbar immer noch interessiert ist. Während Anne Tony zwar charmant findet, aber nicht auf diesen eingeht, verknallt sich Jane in den zwanzig Jahre älteren Mann. Colonel Smollett erhält Besuch von seinem Neffen, dem Soldaten Bill. Das Verhältnis zwischen dem Großvater und dem verwaisten Enkel ist angespannt, seit Bill aus West Point geflogen ist und damit der alten Militärfamilie in den Augen des Colonels Schande bereitet hat. Nachdem Tony an die Front gegangen ist, beginnt sich langsam eine Beziehung zwischen Bill und Jane zu entwickeln. Am letzten Abend verloben sie sich, aber Bill möchte erst nach dem Ende des Krieges heiraten. Colonel Smollett überwindet seinen Griesgram etwas und richtet seinem Enkel durch Anne viel Glück aus, schafft es aber nicht mehr rechtzeitig zum Bahnhof zu kommen, um sich persönlich zu verabschieden.
Schließlich erreichen Schicksalsschläge auch die Familie. Anne erhält die Nachricht, dass ihr Ehemann an der Front vermisst wird, und schließlich erfährt die Familie, dass Bill bei der Invasion in Italien in Salerno gefallen ist. Die Familie und der Colonel sind bestürzt und trauern, lassen sich aber nicht unterkriegen. Jane beginnt in einem Militärhospital zu arbeiten, in dem zurückgekehrte Soldaten mit körperlichen und psychischen Leiden behandelt werden. Emily Hawkins, eine selbstsüchtige Freundin von Anne, lästert darüber, dass junge Frauen solche Tätigkeiten im Hospital ausüben. Daraufhin geigt Jane ihr die Meinung und auch Anne bricht ihre Freundschaft mit Emily Hawkins. Anne meint, sie müsse selbst mehr tun, und beginnt schließlich in einer Schiffswerft als Schweißerin zu arbeiten.
Kurz vor Weihnachten 1943 kehrt auch Tony zurück, der für seine Tapferkeit vom Militär ausgezeichnet und befördert wurde. Er deutet Anne seine Liebe an, doch sie beschließen, die Sache auf sich ruhen zu lassen und nur Freunde zu bleiben. An Weihnachten feiern die Hiltons zusammen mit neugewonnenen Freunden, darunter der Soldat Williams, den Jane inzwischen im Hospital kennengelernt hat. In der Weihnachtsnacht platziert Fidelia mehrere Geschenke unter dem Baum, die Tim ihr schon Monate zuvor geschickt hatte, um sie für die Familie unter den Baum zu legen. Anne ist zu Tränen gerührt und gerade in diesem Moment erhält sie einen Telefonanruf, dass Tim nicht tot ist und nach Hause zurückkommen wird. Sie und ihre Töchter umarmen sich.

## Hintergrund
Mit dem Kriegseintritt der Vereinigten Staaten etablierten sich rasch verschiedene Genre von Kinofilmen, die die Ereignisse aus unterschiedlichen Blickwinkeln schilderten. Neben den reinen Kriegsfilmen, die mehr oder weniger authentisch die Schlachten und Gefechte auf die Leinwand brachten, gab es zahlreiche Filme, die die Probleme und Sorgen der Familien an der Heimatfront in den Mittelpunkt schilderten. Als Du Abschied nahmst steht thematisch in einer Gruppe von Filmen mit Mrs. Miniver, The White Cliffs of Dover und The Very Thought of You, die allesamt das Leiden und die Ängste der Zurückgebliebenen um ihre Angehörigen mit Pathos und viel Gefühl nachzeichneten. Der Film basiert auf einer Kolumne der Autorin Margaret Buell Wilder, die sie seit Mitte 1942 in der Zeitschrift Dayton Journal Herald und ab Juni 1943 im Ladies Home Journal veröffentlichte. Die fiktionalen Briefe der Autorin an ihren Ehemann, der im Feld steht, schildern die Ereignisse in der Familie, das Heranwachsen der beiden Töchter und allerlei sentimentale Erlebnisse aus dem Alltag der Familie.
David O. Selznick erwarb schon Ende 1942 die Rechte für die niedrige Summe von 30.000 US-Dollar und begann bald danach mit der Planung für eine Verfilmung. Die Dreharbeiten begannen Mitte 1943, nachdem Selznick viel Zeit und Energie für die Besetzung verwandt hatte. Das zentrale Problem bei der Besetzung war der Charakter der Anne. Nachdem zunächst die bekannte Theaterschauspielerin Katharine Cornell getestet wurde, entschied sich Selznick dafür, einen bekannteren Namen einzusetzen. Ann Harding, Irene Dunne, Helen Hayes und Rosalind Russell wurden mit dem Part in Verbindung gebracht, doch am Ende ging die anspruchsvolle Rolle an Claudette Colbert. Colbert beendete damals nach 18 Jahren ihren Vertrag bei Paramount Pictures und war zu der Zeit einer der erfolgreichsten und höchstbezahlten weiblichen Stars in Hollywood. Die Schauspielerin hatte durch zahlreiche Auftritte als Komödiantin ihre Fans gewonnen und hatte sich strikt geweigert, Mütter zu spielen. Selznick wählte deshalb einen indirekten Weg, Colbert die Rolle anzutragen. Er veranlasste die bekannte Kolumnistin Hedda Hopper zu einer entsprechenden Mitteilung. Colbert rief wie erwartet aufgebracht bei Hopper an, wie diese auf die Idee komme, sie würde die Mutter von zwei halbwüchsigen Teenagern spielen. Es gelang Hopper, die Schauspielerin zu überzeugen, mit 38 Jahren allmählich weg vom Rollenfach der Naiven hin zur Darstellung reiferer Frauen zu wechseln. Nach harten Verhandlungen akzeptierte Colbert schließlich die Rolle für eine Gage von 250.000 US-Dollar sowie dem Recht, pro Monat zwei Tage bezahlten Urlaub nehmen zu können. Auch wurde hier zugesichert, dass nur ihr linkes Profil aufgenommen werden würde. Der Arbeitstag endete für die Schauspielerin täglich punkt 17 Uhr, Nahaufnahmen durften nur in den Morgenstunden erfolgen.
Die übrige Besetzung wurde ebenfalls sorgfältig ausgesucht. Shirley Temple wechselte in dem Film in das Fach der jungen Naiven, nachdem ihre Karriere als Kinderstar 1940 zu Ende ging. Jennifer Jones, mit der Selznick eine Affäre begann und für die er schließlich seine erste Frau verließ, übernahm die Rolle der ältesten Tochter. Joseph Cotten, der innerhalb weniger Monate zu einem beliebten Darsteller romantischer Frauenfilme aufgestiegen war, spielte Annes Verehrer Tony Willet. Alla Nazimova, deren Karriere zur Zeit des Ersten Weltkriegs bei Selznicks Vater begann, beendete ihre Karriere in diesem Film. Sie spielt in einem kurzen, aber markanten Auftritt die aus Europa geflohene Zofia Koslowska, die zusammen mit Colberts Hauptfigur in der Werft arbeitet und ihr aus ihrem Leben erzählt. 
Die Regie übertrug Selznick John Cromwell, mit dem er bereits bei Der Gefangene von Zenda von 1937 und Ein ideales Paar aus dem Jahr 1939 zusammengearbeitet hatte. Die Dreharbeiten begannen Mitte 1943 und zogen sich mit insgesamt 127 Drehtagen schleppend bis in den Februar 1944 hin. Ein Grund für die Verzögerungen waren die in der Filmindustrie sattsam bekannten Einmischungen von Selznick, der die Crew jeden Tag mit seitenlangen Memos und Telegrammen bombardierte. Besonders die Leistung von Jennifer Jones, die gerade für ihre Darstellung in Das Lied von Bernadette den Oscar als beste Hauptdarstellerin des Jahres 1943 gewonnen hatte, lag ihm am Herzen. Selznick überwachte jede Szene mit ihr und intervenierte so lange, bis ihm das Ergebnis endlich gefiel.

## Kinoauswertung
Die Produktionskosten beliefen sich am Ende auf die sehr hohe Summe von 3.257.000 US-Dollar. Zahlreiche Previews führten zu einer auf 172 Minuten zusammengeschnittenen Endfassung, die sich an der Kinokasse als populär erwies. Im ersten Jahr des Verleihs spielte der Film allein in den USA 4.978.000 US-Dollar ein.

## Kritik
„Gut gespielter, menschlich sympathischer Film mit viel Gefühl und patriotischer Tendenz.“

## Auszeichnungen
Der Film ging mit neun Nominierungen in die Oscarverleihung 1945.
Er gewann in der Kategorie
- Beste Filmmusik – Max Steiner

Weitere Nominierungen entfielen auf die Kategorien
- Bester Film
- Beste Hauptdarstellerin – Claudette Colbert
- Beste Nebendarstellerin – Jennifer Jones
- Bester Nebendarsteller – Monty Wooley
- Bestes Szenenbild (Schwarzweißfilm) – Mark-Lee Kirk, Victor A. Gangelin
- Beste Kamera (Schwarzweißfilm) – Stanley Cortez, Lee Garmes
- Bester Schnitt – Hal C. Kern, James E. Newcom
- Beste visuelle Effekte – Jack Cosgrove, Arthur Johns

## Synchronisation
Die deutsche Synchronbearbeitung entstand 1953 bei der Hans-Grimm Film GmbH. Synchronregie führte Hans Grimm. Für Claudette Colbert sprach Eleonore Noelle, für Jennifer Jones Marianne Kehlau, für Joseph Cotten Wolf Ackva und für Shirley Temple Petra Unkel.